# Emanuele Tesauro
Emanuele Tesauro (Turín, 1592-1675) fue un predicador y tratadista moral italiano. Ocupa un lugar relevante en el panorama del Barroco europeo por la eficacia con la que su Tratado Il cannocchiale Aristotelico evidencia las transformaciones de la mentalidad del siglo XVII.
En el tratado la atención está referida principalmente a la metáfora, que para Tesauro es la figura retórica por excelencia, en cuanto capaz de vincular fenómenos lejanos a través de una analogía de base.
La metáfora es vista como argumentación aguda e ingeniosa, que produce placer y maravilla.

## Publicaciones
- Memorie storiche della città di Asti compilate dal conte e cavaliere di gran croce Emanuele Thesauro dedicate al príncipe Emanuele Filiberto Amedeo di Savoia (1650), en volumen se conserva en la Biblioteca Real de Turín, Misc.44/2.

- Cannocchiale aristotelico, ossia Idea dell'arguta et ingeniosa elocutione che serve a tutta l'Arte oratoria, lapidaria, et simbólica esaminata co’ Principij del divino Aristotele, 1670

- Panegirici

- Hermenegildus (en latino), Ippolito, Edipo (tragedie, pubblicate insieme) 1661.

- Filosofía morale, Torino, 1670.

- Del regno d'Italia sotto i Barbari, 1663;

- I Campeggiamenti, ovvero Istoria del Piamonte, del 1674

- Historia della Città di Torino, edición póstuma 1678